# Red Summer
Der sogenannte Red Summer bezeichnet eine Serie gewaltsamer Ausschreitungen gegen Afroamerikaner. Diese ereigneten sich im Jahr 1919 in über drei Dutzend Städten und mehreren ländlichen Regionen der Vereinigten Staaten. Die Bezeichnung geht auf den Bürgerrechtler James Weldon Johnson zurück, der als Vertreter der NAACP landesweite Protestaktionen gegen die rassistisch motivierte Gewalt organisierte.
Die Unruhen waren eng mit den tiefgreifenden gesellschaftlichen Umbrüchen der Nachkriegszeit verknüpft. Die Rückkehr hunderttausender Soldaten, ökonomische Unsicherheit, Konkurrenz um Arbeitsplätze und Wohnraum sowie die demographischen Veränderungen durch die Great Migration führten zu wachsendem Unmut unter weißen Bevölkerungsgruppen. In mehreren Fällen wurden Afroamerikaner zudem als Streikbrecher eingesetzt, was die Spannungen weiter verschärfte.
In den meisten Fällen ging die Gewalt von weißen Angreifern aus. Besonders schwer waren die Ausschreitungen in Chicago, Washington, D.C. und im ländlichen Elaine, Arkansas, wo es zu zahlreichen Todesopfern kam. Gleichzeitig formierte sich in mehreren Städten erstmals organisierter Widerstand afroamerikanischer Gemeinden gegen die Übergriffe.
Das Jahr 1919 war von beispielloser Gewalt geprägt. Während der „Red Summer“ den traurigen Höhepunkt der Angriffe auf afroamerikanische Gemeinschaften darstellte und somit den Schwerpunkt der rassistischen Gewalt bildete, ist es wichtig festzuhalten, dass sich Aggressionen und Übergriffe in diesem turbulenten Nachkriegsjahr auch gegen weitere ethnische, politische und soziale Minderheiten richteten.
Die Ereignisse wurden von der zeitgenössischen Presse ausführlich dokumentiert. Teile der Öffentlichkeit und Politik verbanden die Vorfälle mit der wachsenden Angst vor sozialistischen oder anarchistischen Umtrieben im Zuge der bolschewistischen Revolution – eine Wahrnehmung, die zusätzlich zur Eskalation beitrug.

## Vorgeschichte

### Great Migration
Die Great Migration bezeichnet eine bedeutende Binnenwanderungsbewegung in den Vereinigten Staaten, bei der Millionen Afroamerikaner aus dem ländlichen Süden in die Industriezentren des Landes zogen. Dieser Trend setzte bereits um 1900 ein, gewann aber ab 1910 erheblich an Dynamik. Allein zwischen 1910 und 1920 verließen etwa 440.000 Amerikaner den Süden in Richtung der städtischen Ballungsräume.
Gründe für das Verlassen des Südens (Push-Faktoren)

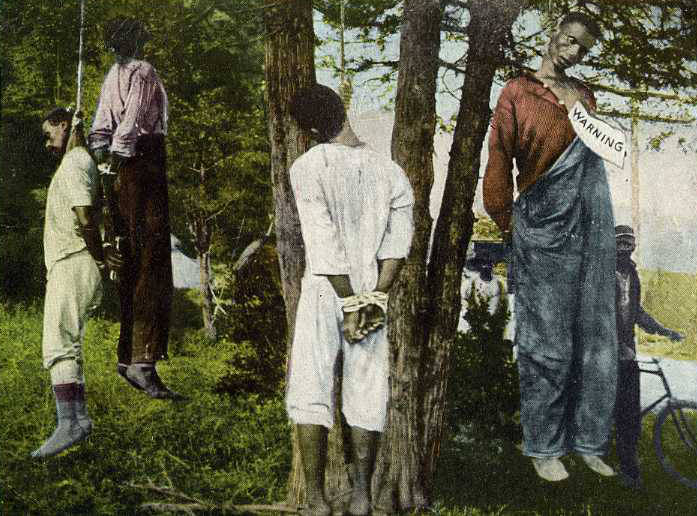
Vier afroamerikanische Männer wurden in Russellville, Logan County, Kentucky gelyncht. Das Foto wurde bei Sonnenaufgang am 1. August 1908 aufgenommen.

Ökonomische Umbrüche spielten eine zentrale Rolle: Durch den technologischen Fortschritt in der Landwirtschaft wurden weniger Arbeitskräfte benötigt, da Maschinen viele Tätigkeiten übernahmen. Gleichzeitig steigerten technische Innovationen und effizientere Anbaumethoden die landwirtschaftlichen Erträge. Dies führte zu einem strukturellen Überangebot auf dem Binnenmarkt, der die steigende Produktion nicht mehr vollständig aufnehmen konnte, zumal das Bevölkerungswachstum nachließ. Die Folge war ein Druck auf die ohnehin niedrigen Löhne der afroamerikanischen Landarbeiter. Verschärft wurde die wirtschaftliche Notlage durch das ausbeuterische System des Sharecropping. Hinzu kamen plötzliche Naturereignisse, welche die Lebensgrundlage unmittelbar bedrohten: 1915 zerstörte der Baumwollkapselkäfer weite Teile der Ernte, und schwere Überschwemmungen im selben Sommer verursachten zusätzliche landwirtschaftliche Schäden.
Neben ökonomischen Motiven spielten auch soziale und politische Faktoren im Süden eine zentrale Rolle. Afroamerikaner waren im Süden weitgehend von politischer Teilhabe ausgeschlossen und verfügten über kaum gesellschaftliche Repräsentation. Das durch die Jim Crow-Gesetze geprägte System war stark rassistisch und regulierte das Leben von Afroamerikanern streng. Diskriminierung, Segregation und offener Terror – darunter Lynchmorde, Prügel, Vergewaltigungen und andere öffentliche Demütigungen – sowie die strukturelle ökonomische Entrechtung lieferten mehr als genug Abschreckung, um eine Abwanderungen auszulösen.
Anziehungskraft des Nordens (Pull-Faktoren)
Der Erste Weltkrieg veränderte die internationale Nachfragestruktur und beeinflusste so die US-Produktion: Die ausländische Nachfrage nach Baumwolle und landwirtschaftlichen Geräten ging zurück, während der Export von Rüstungsgüter anstieg. Zeitgleich blieb der Zustrom europäischer Migranten aus. Die Verbindung aus dem Mangel an billigen Arbeitskräften und steigender Nachfrage im Industriesektor, insbesondere ab dem Kriegseintritt der USA in den ersten Weltkrieg, eröffnete afroamerikanischen Arbeitern erstmals den Zugang zu den Industriearbeitsmärkten im Norden. Durch die Abwanderung verloren Orte wie Hattiesburg einen Großteil ihrer billigen afroamerikanischen Arbeitskräfte. Die Arbeitslosigkeit sank während des Krieges von 7,9 auf 1,4 Prozent.

### Rassismus
Im Rahmen der Great Migration stieg zwischen 1910 und 1920 die afroamerikanische Bevölkerung im Norden deutlich an. In Chicago von rund 44.000 auf etwa 109.458 Personen. Besonders dynamisch verlief diese Entwicklung in den Jahren 1916 bis 1919, in denen die Zahl der afroamerikanischen Einwohner um 86 % zunahm. Der Red Summer war in tiefgreifenden sozialen Spannungen und rassistischen Vorurteilen verwurzelt. Diese entstanden vor allem durch die Notwendigkeit weißer Bevölkerungsgruppen, sich an die demographischen Veränderungen in ihren lokalen Gemeinschaften infolge der zunehmenden Präsenz der Afroamerikaner anzupassen.

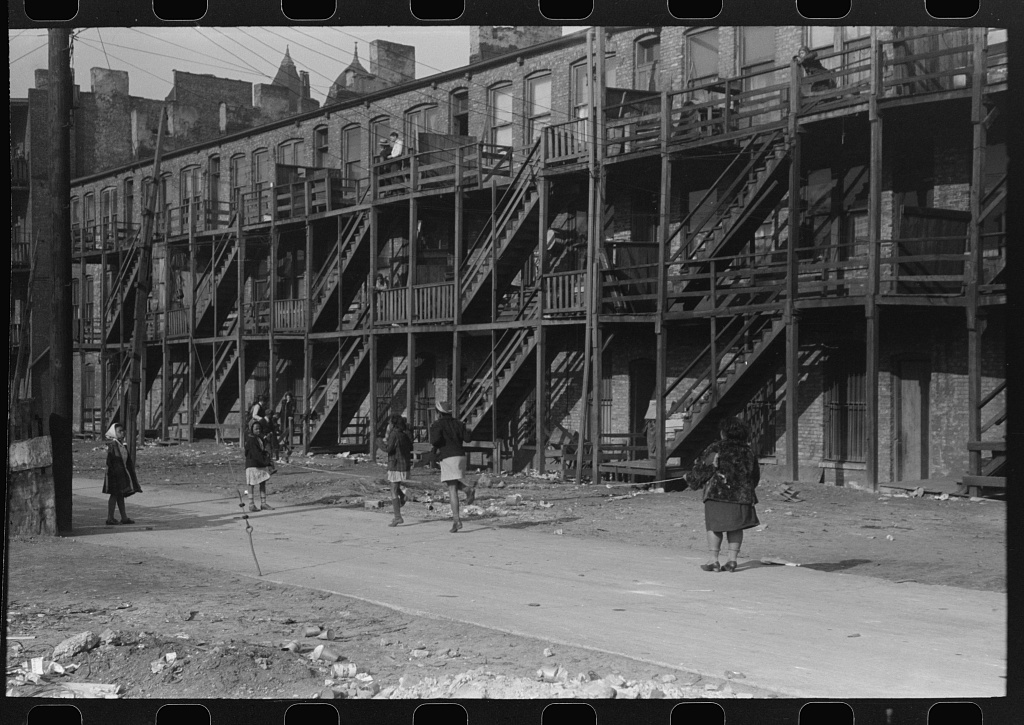
Bilder einer afroamerikanischen Wohnsiedlung in Chicago, Illinois.

Die Great Migration brachte Hoffnung auf Freiheit und Sicherheit – doch viele afroamerikanische Migranten trafen im Norden auf eine Gesellschaft, die ihre rassistischen Vorurteile nur subtiler verbarg. Viele der dort ansässigen europäischen Einwanderer bewarben sich auf die gleiche Jobs. In Städten wurden Afroamerikaner zunehmend in das urbane Leben eingebunden. Integration bedeutete dabei jedoch keineswegs Gleichstellung im Sinne gesellschaftlicher Teilhabe auf Augenhöhe. Vielmehr handelte es sich um eine Form der begrenzten Teilhabe: Zugang zu Arbeitsmärkten, zu Bildungseinrichtungen und zum öffentlichen Raum war möglich, jedoch häufig innerhalb klarer sozialer und geografischer Grenzen. Im Norden gab es wenig echte Aufnahmebereitschaft. Zwar herrschte Mitgefühl für die Afroamerikaner im Süden, doch direkte Nachbarschaft mit ihnen wollten viele Weiße nicht. Stadtteile wie die „Black Metropolis“ in Chicago zeugen davon. Diese segregierten Wohnviertel litten unter chronischer Überbelegung und mangelnder Infrastruktur. Der zunehmende Zuzug führte zu räumlicher Verdrängung, wodurch Afroamerikaner begannen, in weiße Wohngebiete vorzudringen. Dieser Grenzübertritt destabilisierte bestehende soziale Ordnungen. Weiße machten Schwarze meist für die zunehmende Unsicherheit auf den Straßen verantwortlich.
Die Kriegsjahre waren zudem von häufigen Arbeitskämpfen dominiert. Bei den Streiks wurden durch die Unternehmen häufig afroamerikanische Streikbrecher eingesetzt. Dies förderte weitere Ressentiments gegenüber der schwarzen Bevölkerung. Erste Symptome waren die Aufstände in East St. Louis, Illinois (1917) und Philadelphia, Pennsylvania (1918).
Auch auf bundespolitischer Ebene spiegelte sich diese ablehnende Haltung gegenüber Afroamerikanern wider. Unter Präsident Wilson wurden diskriminierende Praktiken nicht nur geduldet, sondern aktiv gefördert. Er führte unter anderem die Rassentrennung im Staatsdienst wieder ein. Gleichzeitig wuchs die Lohnlücke zwischen Schwarzen und Weißen deutlich: von 7 % im Jahr 1913 auf 20 % 1921. Er berief bekennende Segregationisten in sein Kabinett und verteidigte die Trennung der Rassen mit angeblich wissenschaftlichen Argumenten.

### Wirtschaftliche Spannungen auf dem Arbeitsmarkt
Zwischen 1899 und dem Beginn des Ersten Weltkriegs nahm die industrielle Produktivität in den Vereinigten Staaten deutlich zu. So stieg die Arbeitsleistung in der verarbeitenden Industrie bis 1914 um rund 69 %, während der Reallohn – also die inflationsbereinigte Kaufkraft der Löhne – nur um etwa 38 % zunahm. Besonders ausgeprägt war dieses Missverhältnis in der Stahl-, Textil- und Lebensmittelindustrie. Aber auch in der Baumwollverarbeitung lagen die Produktivitätszuwächse deutlich über der Entwicklung der Löhne.
Der Krieg trieb die Inflation weiter in die Höhe. Dies war ein zentraler Treiber wachsender Unzufriedenheit und führte bereits während des Krieges zu vermehrten Streiks. Mit Kriegsende sank die Industrieproduktion ab. Bspw. liefen in Ohio die meisten Stahl- und Eisenwerke im Mai 1919 nur noch mit etwa 60 % ihrer Kapazität. Ende Januar 1919 ergab eine Erhebung, dass dort bereits 152.000 Männer ohne Arbeit waren. Diese Arbeitslosigkeit konzentrierte sich vor allem auf Ballungsräume, wo Fabriken mit Kriegsaufträgen Tausende entlassen hatten. In Chicago waren bereits im Mai 1919 schätzungsweise 10.000 schwarze Arbeiter arbeitslos. Fleischverpackungsunternehmen gaben zu, Schwarze schneller zu entlassen als Weiße. Auch im Bergbau wurden tausende von Mitarbeiter entlassen. Die Rückkehr zahlreicher Soldaten, steigende Lebenshaltungskosten und eine zunehmende Konkurrenz um Arbeitsplätze und Wohnraum verstärkten die Spannungen zusätzlich.

## Vorfälle

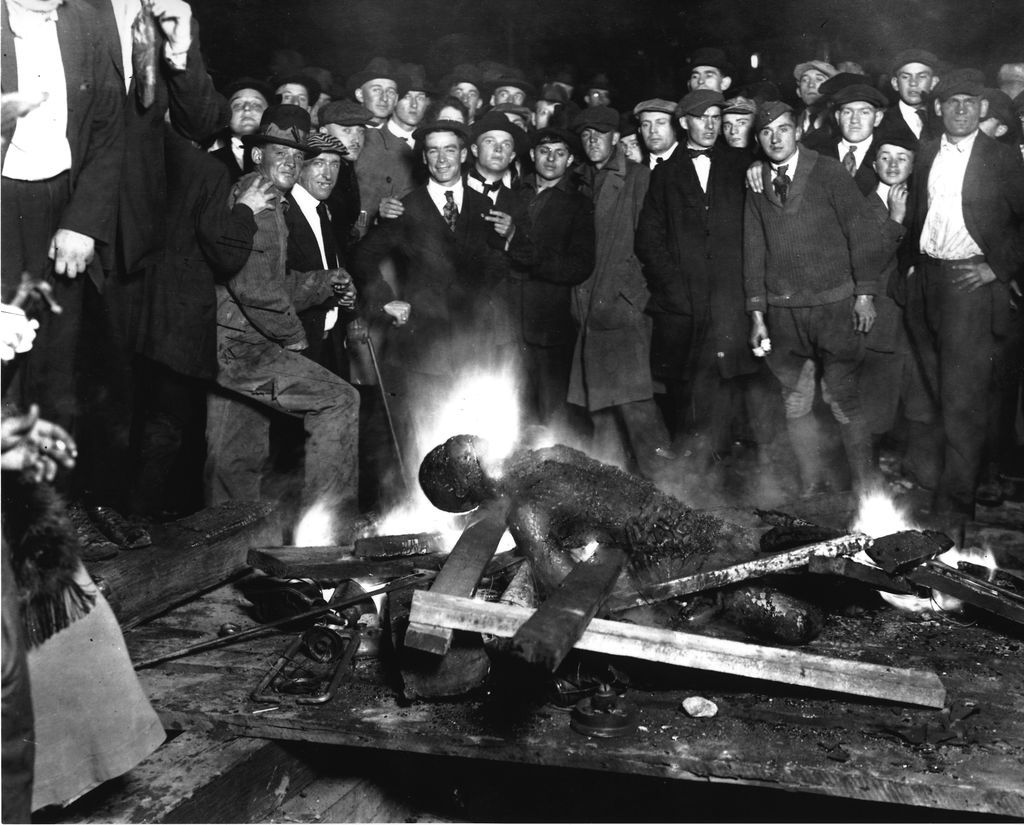
Die verkohlte Leiche von Will Brown, nachdem er in Omaha gelyncht, verstümmelt und verbrannt worden war.

Zwischen Ende 1918 Ende 1919, verzeichnete die USA zehn große Ausschreitungen. Dazu kamen dutzende kleinere Zusammenstöße und über 100 Lynchmorde. Die folgende Auflistung erhebt keinen Anspruch auf Vollständigkeit:

### Charleston, South Carolina
Vom 10. bis 11. Mai 1919 kam es in Charleston, South Carolina, zu einem schweren Aufstand. Die Gewalt begann nach einer Auseinandersetzung zwischen Matrosen und afroamerikanischen Männern und weitete sich schnell zu einem rassistisch motivierten Mob aus, der durch die Innenstadt zog. Fünf Afroamerikaner wurden getötet, Dutzende verletzt, und zahlreiche Geschäfte wurden geplündert oder zerstört. Die Stadt verhängte das Kriegsrecht. Militär und lokale Behörden stellten die Ordnung wieder her.

### Longview, Texas
Zwischen dem 10. und 12. Juli 1919 kam es in Longview, Texas, zu einem gewalttätigen Rassenkonflikt, nachdem ein Zeitungsartikel eines afroamerikanischen Lehrers über die Lynchung eines Freundes Spannungen mit der weißen Bevölkerung ausgelöst hatte. Weiße Bürger griffen in der Folge die afroamerikanische Gemeinde an, brannten mehrere Häuser und Geschäfte nieder und verletzten zahlreiche Menschen. Die texanische Nationalgarde wurde eingesetzt, um die Ordnung wiederherzustellen, und der Gouverneur verhängte das Kriegsrecht über die Stadt.

### Bisbee, Arizona
Am 3. Juli 1919 ereignete sich in Bisbee, Arizona, das Battle of Brewery Gulch. Im Stadtteil Brewery Gulch kam es zu einem Zusammenstoß zwischen afroamerikanischen Soldaten des 10th Cavalry Regiment (Buffalo Soldiers) und weißen Ordnungskräften, der sich rasch zu einer gewaltsamen Auseinandersetzung entwickelte. Laut zeitgenössischen Berichten soll die örtliche Polizei gezielt die Soldaten provoziert haben, um eine gewaltsame Reaktion zu rechtfertigen. In der Folge durchkämmten die Polizei den Stadtteil und entwaffneten schwarze Soldaten teils gewaltsam. Dabei fielen Hunderte Schüsse – abgegeben sowohl von Polizeikräften als auch von Zivilisten. Einige der Soldaten erwiderten das Feuer, da sie ihre Waffen noch bei sich trugen. Mehrere Personen wurden verletzt, Todesopfer wurden jedoch nicht gemeldet. Am folgenden Tag nahmen die Buffalo Soldiers wie geplant an der Parade zum Independence Day teil.

### Washington, D.C.
Zwischen dem 19. und 24. Juli 1919 kam es in Washington, D.C. zu schweren Unruhen. Diesen ging das von der Presse verbreitete Gerücht voraus, ein Afroamerikaner habe die weiße Ehefrau eines Marinesoldaten vergewaltigt. Daraufhin griffen weiße Männer, viele davon Angehörige der Streitkräfte, mehrere Tage lang schwarze Passanten an und verwüsteten schwarze Geschäfte. Da die Polizei zunächst nicht einschritt, organisierten sich Afroamerikaner zur Selbstverteidigung. Nach vier Tagen ordnete Präsident Woodrow Wilson den Einsatz von Bundestruppen an. Insgesamt starben 15 Menschen – darunter mindestens zehn Weiße, darunter zwei Polizisten, und rund fünf Schwarze. Über 50 Personen wurden schwer, etwa 100 weitere leicht verletzt. Es war eine der wenigen rassistischen Unruhen, bei denen mehr Weiße als Schwarze ums Leben kamen.

### Chicago, Illinois

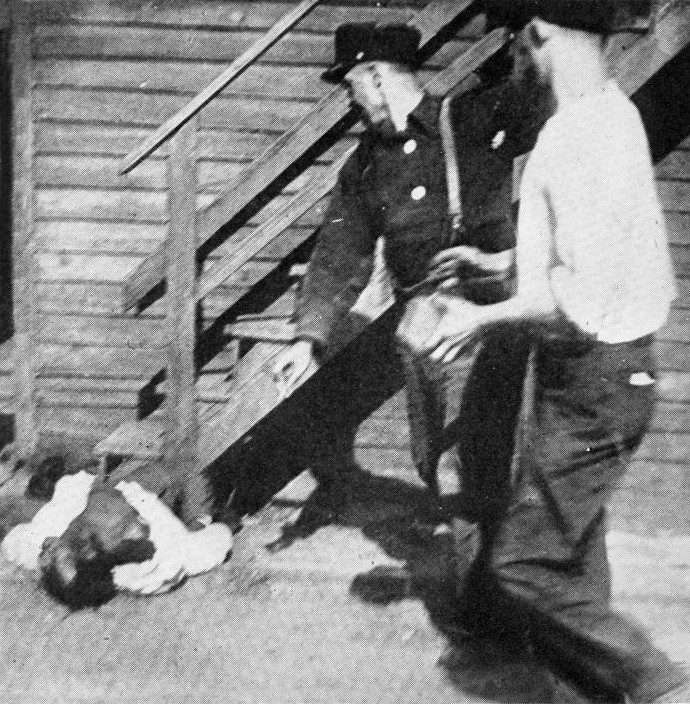
Ein Afroamerikaner wird bei den Unruhen in Chicago von Weißen gesteinigt.

Vom 27. Juli bis 3. August 1919 kam es in Chicago, Illinois zu einer der schwersten Unruhen des Red Summer. Auslöser war der Tod des afroamerikanischen Jugendlichen Eugene Williams. Dieser hatte versehentlich die nicht markierte Trennlinie zwischen dem weißen und dem schwarzen Badebereich überschritten. Am Strand an der 29th Street herrschte offiziell keine Rassentrennung. Ein weißer Mann bewarf Williams daraufhin mit Steinen, woraufhin dieser ertrank. Die Situation verschärfte sich weiter, als ein weißer Polizist einen afroamerikanischen Polizisten daran hinderte den Täter festzunehmen und stattdessen einen schwarzen Mann verhaftete. Das löste massive Proteste und gewaltsame Ausschreitungen zwischen schwarzen und weißen Bewohnern aus. Während der Unruhen kamen 38 Menschen ums Leben, darunter 23 Schwarze und 15 Weiße. Insgesamt wurden 537 Personen verletzt, etwa zwei Drittel davon Afroamerikaner. Zwischen 1.000 und 2.000 Bewohner, überwiegend Afroamerikaner, verloren infolge der Gewalt und Zerstörung ihre Wohnungen. Die Nationalgarde wurde zur Wiederherstellung der Ordnung eingesetzt.

### Knoxville, Tennessee
Am 30. und 31. August 1919 kam es in Knoxville, Tennessee, zu einem gewalttätigen Aufstand. Nachdem Maurice Mays (ein Mann gemischter Herkunft) wegen Mordverdachts festgenommen worden war, verlegte ihn die Polizei zunächst vom Stadtgefängnis in das größere Bezirksgefängnis und später aus Sicherheitsgründen weiter nach Chattanooga. Dennoch verbreitete sich das Gerücht, Mays sei weiterhin in Knoxville inhaftiert. Daraufhin versammelte sich eine aufgebrachte Menschenmenge von bis zu 5.000 Personen. Am Abend des 30. August 1919 stürmten Randalierende das Gefängnis mit Dynamit. Sie plünderten Waffen und Alkoholvorräte, und befreiten 16 weiße Gefangene. Anschließend lieferten sie sich ein heftiges Feuergefecht mit Bewohnern eines überwiegend afroamerikanischen Viertels. Die Nationalgarde von Tennessee setzte unter anderem Maschinengewehre ein, mit denen sie zeitweise wahllos in das betroffene Wohngebiet feuerten, bevor die Unruhen schließlich beendet werden konnten. Zeitgenössische Medienberichte variierten stark bei der Zahl der Todesopfer: Während einige von zwei bis fünf Toten ausgingen, sprachen andere von Dutzenden; Augenzeugen vermuteten eine weitaus höhere Zahl. Der Aufstand zählt zu den schwerwiegendsten rassistischen Ausschreitungen in der Geschichte Knoxvilles und führte dazu, dass viele schwarze Bewohner die Stadt verließen.

### Omaha, Nebraska

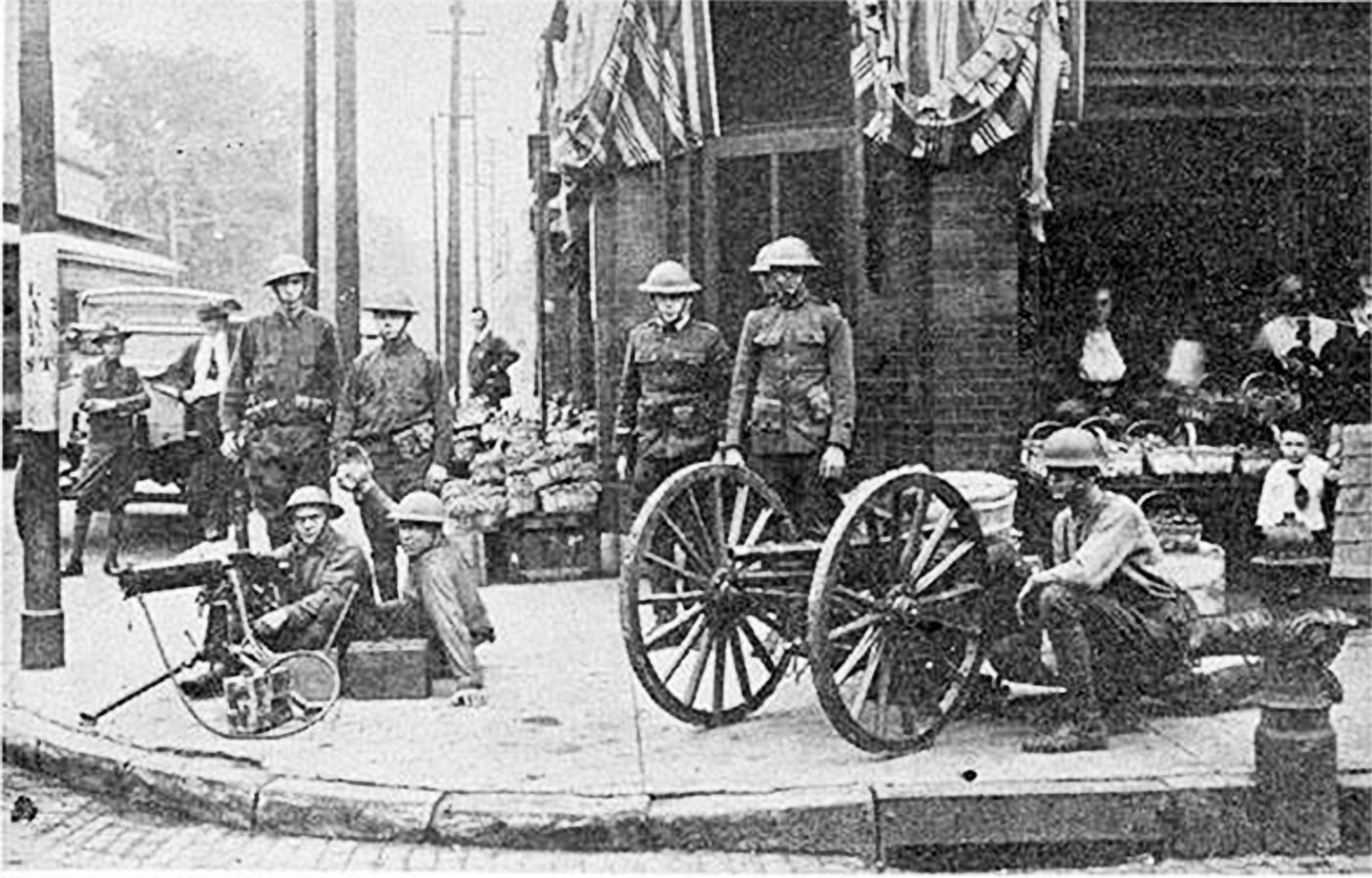
Soldaten der US-Armee positionierten ein Browning-Maschinengewehr M1917 sowie ein 37mm-Geschütz an der Kreuzung North 24th Street und Lake Street im Norden von Omaha.

Am 28. September 1919 kam es in Omaha, Nebraska, zu einem massiven rassistischen Aufstand, nachdem der afroamerikanische Arbeiter Will Brown der Vergewaltigung einer weißen Frau beschuldigt worden war. Ein weißer Mob von bis zu 15.000 Menschen stürmte das Gerichtsgebäude und setzte es in Brand. Der Mob zwang die Behörden zur Herausgabe Browns und lynchte ihn brutal, indem er ihn erhängte, erschoss und seine Leiche verbrannte. Anschließend griff die Menge afroamerikanische Wohnviertel an und verursachte erhebliche Zerstörungen. Zwei weiße Randalierer starben, zahlreiche Polizeibeamte und Zivilisten wurden verletzt, und Bürgermeister Edward Parsons Smith entkam nur knapp einem Lynchversuch. Auf Bitten griff das Militär ein; insgesamt 1.600 Soldaten stellten schließlich die Ordnung wieder her.

### Elaine, Arkansas
Zwischen dem 30. September und dem 2. Oktober 1919 ereignete sich in Elaine, Arkansas die Elaine Race Riot. Auslöser war eine Versammlung von Baumwollpflückern und Pachtbauern. Diese wollten sich gewerkschaftlich organisieren um bessere Preise für ihre Baumwolle zu verhandeln. Bei einem Schusswechsel zwischen drei Weißen und afroamerikanischen Sicherheitskräften kam ein Weißer ums Leben und ein anderer, der stellvertretende County-Sheriff Charles Pratt, wurde verwundet. Der Sheriff entsandte daraufhin ein Aufgebot zur Festnahme von Verdächtigen. Innerhalb kurzer Zeit bildete sich ein bewaffneter Mob aus bis zu 1.000 weißen Männern. Dieser machte Jagd auf Afroamerikaner. Am 1. Oktober trafen auf Anforderung des Gouverneurs 500 Soldaten aus Camp Pike ein, die die Lage unter Kontrolle bringen sollten. Zuvor hatten weiße Bürger vier afroamerikanische Brüder gelyncht. Es gibt Hinweise darauf, dass sich auch Soldaten an der Gewalt beteiligten. Zahlreiche Afroamerikaner wurden festgenommen und interniert, teils unter menschenunwürdigen Bedingungen. Offiziell wurden 25 Schwarze und 5 Weiße als Todesopfer gemeldet, doch Schätzungen gehen von bis zu 200 getöteten Afroamerikanern aus.

### Gary, Indiana
Ab dem 4. Oktober 1919 kam es in Gary, Indiana, im Zuge des landesweiten Generalstreiks in der Stahlindustrie (General Steel Strike) zu gewaltsamen Auseinandersetzungen. U.S. Steel hatte nahezu 1.000 afroamerikanische Streikbrecher angeworben. Gewerkschaften schlossen Afroamerikaner zu jener Zeit häufig aus. Als eine mit Streikbrechern besetzte Straßenbahn auf dem Broadway zum Stillstand kam, wurde dieser von einer Menschenmenge angegriffen. Dabei wurde zumindest eine Person durch einen Steinwurf verletzt. Die Unruhen dehnten sich auf acht Wohnblöcke aus, bevor die Indiana National Guard eingriff. Am 6. Oktober wurde das Kriegsrecht verhängt, und die US-Armee übernahm die Kontrolle über die Stadt. Bei den Ausschreitungen sollen 50 Menschen verletzt und 50 festgenommen worden sein.
Obwohl Gary in vielen Übersichten zum Red Summer als einer der zentralen Unruheorte genannt wird, deuten neuere Arbeiten darauf hin, dass es sich eher um eine gezielte Eskalation durch unternehmensnahe Kreise als um einen klassischen Rassenaufstand handelte. Im Vergleich zu anderen Städten des Red Summer blieben Ausmaß und Dauer der Gewalt in Gary begrenzt.

### Bogalusa, Louisiana
Am 22. November 1919 kam es in Bogalusa, Louisiana, zu den Bogalusa sawmill killings. Vorausgegangen waren langjährige Arbeitskämpfe in der Holzindustrie. Afroamerikaner, welche in der Gewerkschaft organisiert waren, wurden systematisch durch willkürliche Verhaftungen und Zwangsarbeit unterdrückt. Als weiße Gewerkschafter ihren schwarzen Kollegen, darunter dem Gewerkschaftsführer Sol Dacus, beistanden, eskalierte die Situation. Die Great Southern Lumber Company entsandte ihre private Miliz, bestehend aus rund 150 Deputies. Beim Versuch, zwei bewaffnete Gewerkschafter festzunehmen, kam es zu einem Schusswechsel. Vier weiße Gewerkschafter sowie zwei Afroamerikaner wurden getötet.

## Chronologie der Ereignisse
Im Verlauf des Jahres 1919 kam es in den Vereinigten Staaten zu einer Serie gewaltsamer Ausschreitungen, Lynchmorde und Pogrome gegen die afroamerikanische Bevölkerung. Die folgende chronologische Aufstellung fasst zentrale Ereignisse zusammen. Sie basiert unter anderem auf dem Bericht von George Edmund Haynes, wie er 1919 in der New York Times zusammengefasst wurde, berücksichtigt jedoch auch weitere Quellen:
| Datum    | Ort                          | Staat                | Kurzbeschreibung | Opfer                                    | Quellen       |
| -------- | ---------------------------- | -------------------- | --- | ---------------------------------------- | ------------- |
| 22. Jan. | Bedford County               | Tennessee            | |                                          |               |
| 8. Feb.  | Blakeley                     | Georgia              | |                                          |               |
| 12. Mär. | Pace                         | Florida              | Der uniformierte Kriegsveteran Bud Johnson wurde, nachdem man ihm einen Übergriff auf eine weiße Frau vorwarf, an einen Pfahl gekettet, lebendig verbrannt, und sein Schädel wurde mit einer Axt gespalten; Stücke davon verteilte man unter den Schaulustigen als makabre Souvenirs.                              | 1 Toter                                  | [ 61 ] [ 62 ] |
| 14. Mär. | Memphis                      | Tennessee            | |                                          |               |
| 5. Apr.  | Blakely                      | Georgia              | Wilbur Little wurde, weil er sich weigerte, seine Militäruniform abzulegen, von einem Mob in eben dieser Uniform zu Tode geprügelt. | 1 Toter                                  |               |
| 10. Apr. | Morgan County                | West Virginia        | |                                          |               |
| 13. Apr. | Jenkins County               | Georgia              | |                                          |               |
| 14. Apr. | Millen (Carswell Grove)      | Georgia              | Schießerei bei einer afroamerikanischen Kirche; widersprüchliche Angaben zur Ursache/Schuldigen. | 6 Tote (2 Weiße, 4 Schwarze)             | [ 63 ]        |
| 14. Apr. | Sylvester                    | Georgia              | |                                          |               |
| 15. Apr. | Millen                       | Georgia              | |                                          |               |
| 26. Apr. | Orono                        | Maine                | Studentenmob jagt 2 schwarze Studenten, zwingt sie unter Schlingen zum gegenseitigen Teeren und Federn. | Keine Angaben                            | [ 63 ]        |
| 2. Mai.  | Warrenton                    | Georgia              | Hunderte jagen und töten den Afroamerikaner Benny Richards nach Familientragödie. | 1 Toter (Benny Richards, impliziert)     | [ 63 ]        |
| 5. Mai.  | Pickens                      | Mississippi          | Ein Mob lynchte einen schwarzen Soldaten sowie eine Frau, die ihm geholfen hatte, einer weißen Frau einen „beleidigenden“ Brief zu schreiben. | 2 Tote                                   | [ 61 ]        |
| 10. Mai. | Philadelphia                 | Pennsylvania         | Unruhen wegen Konkurrenz um Wohnraum | Keine Angaben                            | [ 63 ]        |
| 10. Mai. | Charleston                   | South Carolina       | |                                          |               |
| 10. Mai. | Sylvester                    | Georgia              | |                                          |               |
| 11. Mai. | Charleston                   | South Carolina       | Über 1000 weiße Matrosen randalieren betrunken, greifen Schwarze und deren Geschäfte an, plündern. | Keine Angaben                            | [ 63 ]        |
| 15. Mai. | San Francisco                | California           | Kleinere Unruhe zwischen schwarzen und weißen Soldaten im Presidio wegen Verlegung eines Thai-Soldaten. | Keine Angaben                            | [ 63 ]        |
| 15. Mai. | Vicksburg                    | Mississippi          | Mob von 1000 Weißen bricht Lloyd Clay aus dem Gefängnis, hängt und verbrennt ihn öffentlich. | 1 Toter (Lloyd Clay)                     | [ 63 ]        |
| 21. Mai. | El Dorado                    | Arkansas             | |                                          | [ 61 ]        |
| 24. Mai. | Milan                        | Georgia              | Berry Washington wird aus Gefängnis geholt & gelyncht, nachdem er schwarze Mädchen vor weißen Angreifern schützte; Mob zerstört weiter Besitz. | 1 Toter (Berry Washington)               | [ 63 ]        |
| 27. Mai. | Putnam County                | Georgia              | |                                          |               |
| 29. Mai. | New London                   | Connecticut          | Rassenunruhe zwischen Matrosen beider Hautfarben. | Keine Angaben                            |               |
| 31. Mai. | Monticello                   | Mississippi          | |                                          |               |
| 6. Jun.  | New Brunswick                | New Jersey           | |                                          |               |
| 13. Jun. | Memphis                      | Tennessee            | |                                          |               |
| 13. Jun. | New London                   | Connecticut          | |                                          | [ 63 ]        |
| 27. Jun. | Ellisville                   | Mississippi          | John Hartfield nach 10 Tagen Flucht vor Mob öffentlich verbrannt (zuvor angekündigt); Anlass: Gerücht Angriff auf weiße Frau. | 1 Toter (John Hartfield)                 | [ 63 ]        |
| 27. Jun. | Macon                        | Mississippi          | |                                          |               |
| 28. Jun. | Annapolis                    | Maryland             | Unruhe zwischen schwarzen & weißen Soldaten wg. vermeintlicher Bedrohung von Frauen, breitet sich aus. | Keine Angaben                            | [ 63 ]        |
| 1. Jul.  | San Francisco                | California           | Kleine Auseinandersetzung zwischen schwarzen Soldaten und weißer Polizei. | Wenig Zerstörung/Verletzung (impliziert) | [ 63 ]        |
| 4. Jul.  | Bisbee                       | Arizona              | Betrunkene Unruhe zw. Soldaten, Polizei, Lokalen beider Hautfarben bei 4.-Juli-Feier; Ursache/Schuldiger umstritten. | Keine Angaben                            | [ 63 ]        |
| 5. Jul.  | Scranton                     | Pennsylvania         | |                                          |               |
| 6. Jul.  | Dublin                       | Georgia              | Eli Cooper (Gerücht: Aktivist) 50x angeschossen, in Kirche angezündet; Mob brennt weitere schwarze Gebäude nieder. | 1 Toter (Eli Cooper)                     | [ 63 ]        |
| 7. Jul.  | Philadelphia                 | Pennsylvania         | |                                          |               |
| 8. Jul.  | Coatesville                  | Pennsylvania         | |                                          |               |
| 9. Jul.  | Tuscaloosa                   | Alabama              | |                                          |               |
| 11. Jul. | Longview                     | Texas                | Schwarzer Lehrer L. Jones totgeschlagen für Veröffentlichung eines Artikels über früheres Lynching. | 1 Toter (L. Jones)                       | [ 63 ]        |
| 11. Jul. | Baltimore                    | Maryland             | |                                          |               |
| 15. Jul. | Port Arthur                  | Texas                | Kleiner Vorfall in gemischter Straßenbahn, Hintergrund: Streiks. | Keine Angaben                            | [ 63 ]        |
| 15. Jul. | Louise                       | Mississippi          | |                                          |               |
| 20. Jul. | New York City                | New York             | Unruhe nach Streit zw. weißem & schwarzem Mann über Krieg; Schüsse, Menschenmenge. | Keine schweren Verletzungen gemeldet     | [ 63 ]        |
| 21. Jul. | Washington                   | District of Columbia | Unruhen als Vergeltung für Angriffe auf schwarze Soldaten am Vortag; Auseinandersetzungen in der Stadt. | Keine Angaben                            | [ 63 ]        |
| 22. Jul. | Norfolk                      | Virginia             | Unruhen während Feierlichkeiten für schwarze Soldaten. | Keine Angaben                            | [ 63 ]        |
| 23. Jul. | New Orleans                  | Louisiana            | |                                          |               |
| 23. Jul. | Darby                        | Pennsylvania         | |                                          |               |
| 26. Jul. | Hobson City                  | Alabama              | |                                          |               |
| 27. Jul. | Chicago                      | Illinois             | s. o. | Mind. 38 Tote, 500+ Verletzte            | [ 63 ]        |
| 28. Jul. | Newberry                     | South Carolina       | Mob versucht, schwarzen Soldaten (Vorwurf: Beleidigung/Brief an weiße Frau) zu lynchen; Polizei hatte ihn verlegt. | Keine Angaben (Versuchter Lynchmord)     | [ 63 ]        |
| 31. Jul. | Syracuse                     | New York             | Kleine Rassenunruhe zwischen schwarzen Streikbrechern und weißen Stahlarbeitern während Streik. | Keine Angaben                            | [ 63 ]        |
| 31. Jul. | Bloomington                  | Illinois             | |                                          |               |
| 31. Jul. | Philadelphia                 | Pennsylvania         | |                                          |               |
| 1. Aug.  | Whatley                      | Alabama              | |                                          |               |
| 3. Aug.  | Lincoln                      | Arkansas             | |                                          |               |
| 4. Aug.  | Hattiesburg                  | Mississippi          | |                                          |               |
| 5. Aug.  | Lexington                    | Nebraska             | Vorfall führt zur gewaltsamen Vertreibung aller schwarzen Einwohner aus der Stadt. | Keine Angaben                            |               |
| 6. Aug.  | Texarkana                    | Texas                | |                                          |               |
| 18. Aug. | Mulberry                     | Florida              | Unruhe zwischen den Rassen bei Phosphatunternehmen; Truppen angefordert. | 3 Verletzte (inkl. Baby)                 |               |
| 21. Aug. | New York City                | New York             | |                                          |               |
| 22. Aug. | Austin                       | Texas                | |                                          |               |
| 26. Aug. | Cadwell                      | Georgia              | Eli Cooper (evtl. anderer als Dublin?) entführt, 50+ mal angeschossen, Leiche in Kirche verbrannt. | 1 Toter (Eli Cooper)                     | [ 63 ]        |
| 27. Aug. | Ocmulgee                     | Georgia              | |                                          |               |
| 30. Aug. | Bogalusa                     | Louisiana            | Mob von 1000+ jagt schwarzen Soldaten Lucius McCarty, schleift ihn hinter Auto, lyncht ihn (Vorwurf: Angriff auf Frau). | 1 Toter (Lucius McCarty)                 | [ 63 ] [ 61 ] |
| 31. Aug. | Knoxville                    | Tennessee            | Große Unruhe nach Mordbeschuldigung gegen Maurice Mays; Mob zerstört Gefängnis auf der Suche nach ihm (er war verlegt). | Keine Angaben                            | [ 63 ]        |
| 4. Sep.  | Pine Bluff                   | Arkansas             | Der Veteran Clinton Briggs wurde beschuldigt, eine weiße Frau beleidigt zu haben, weil er ihr auf einem Gehweg nicht auswich. Daraufhin fesselte man ihn in seiner Uniform mit Reifenketten an einen Baum und erschoss ihn mit bis zu 50 Schüssen.                                                                 | 1 Toter                                  | [ 61 ]        |
| 8. Sep.  | Jacksonville                 | Florida              | Mob bricht 2 unbeteiligte schwarze Männer aus Gefängnis, erschießt, schleift, lyncht sie (Suche nach anderem Täter). | 2 Tote (Namen unbekannt)                 | [ 63 ]        |
| 21. Sep. | New York City                | New York             | Ephram Gethers (Schwarz) von Polizist (a. D.) erschossen, nachdem er dessen Strohhut zerschlug (üblicher Scherz). | 1 Toter (Ephram Gethers)                 | [ 63 ]        |
| 28. Sep. | Omaha                        | Nebraska             | s. o. | 1 Toter (Willie Brown)                   |               |
| 29. Sep. | Montgomery                   | Alabama              | 3 verschiedene schwarze Männer innerhalb von 12 Stunden von Mobs gelyncht (einer aus Krankenstation geholt, erschossen, verbrannt). | 3 Tote (Namen unbekannt)                 | [ 63 ]        |
| 30. Sep. | Elaine                       | Arkansas             | s. o. | Über 200 Tote (Schwarz)                  | [ 63 ]        |
| 3. Okt.  | Baltimore                    | Maryland             | Unruhe durch weiße Navy-Soldaten gegen schwarzes Viertel; schnell von Polizei beendet. | Keine Angaben                            | [ 63 ]        |
| 4. Okt.  | Gary                         | Indiana              | |                                          |               |
| 10. Okt. | Hubbard                      | Ohio                 | Unruhe zwischen schwarzen Streikbrechern und rumänischen Fabrikarbeitern. | Keine Angaben                            | [ 63 ]        |
| 16. Okt. | Monticello                   | Georgia              | Lynching von Eugene Hamilton; wenig Presseberichterstattung über ländliche Lynchmorde. | 1 Toter (Eugene Hamilton)                | [ 63 ]        |
| 31. Okt. | Corbin                       | Kentucky             | Gewaltsame Vertreibung aller schwarzen Einwohner aus der Stadt über Nacht. | 1 Toter                                  | [ 63 ]        |
| 3. Nov.  | Macon                        | Georgia              | Paul Jones (Vorwurf: Angriff auf weiße Frau) aus Polizeigewahrsam geholt und gelyncht. | 1 Toter (Paul Jones)                     | [ 63 ]        |
| 11. Nov. | Magnolia                     | Arkansas             | |                                          |               |
| 13. Nov. | Wilmington                   | Delaware             | Mob sucht 2 schwarze Männer (Vorwurf: Polizistenmord); Polizei verhindert Lynchmord, verlegt Verdächtige. | Keine Angaben (Versuchter Lynchmord)     | [ 63 ]        |
| 22. Nov. | Bogalusa                     | Louisiana            | Eskalation wg. weißer Gewerkschaftsorganisatoren, die schwarze Holzarbeiter organisieren; Truppen; „Bloody Bogalusa Massacre“. | 4 Tote (Gewerkschafts-organisatoren)     | [ 63 ] [ 64 ] |
| 30. Nov. | Lake City                    | Florida              | Sam Mosely (Schwarz) erhängt aufgefunden (vermutlich Mob); Vorwurf: Angriff auf weiße Frau. | 1 Toter (Sam Mosely)                     | [ 63 ]        |
| 15. Dez. | Logan County                 | West Virginia        | |                                          |               |
| 16. Dez. | Tyler Station (near Hickman) | Kentucky             | Dem Soldaten Charles Lewis wurde ein Raubüberfall vorgeworfen. Vermummte Männer stürmten das Gefängnis, zertrümmerten die Schlösser mit einem Vorschlaghammer und hängten ihn anschließend an einen Baum. | 1 Toter                                  |               |
| 21. Mai. | El Dorado                    | Arkansas             | Etwa 100 Menschen versammelten sich, um den uniformierten Kriegsveteranen Frank Livingston, dem man Mord vorwarf, bei lebendigem Leib zu verbrennen. | 1 Toter                                  | [ 65 ]        |
| 12. Jun. | Birmingham                   | Alabama              | Sgt. Maj. John Green bat in einer segregierten Straßenbahn den Schaffner um Wechselgeld und wurde daraufhin mit drei Schüssen in den Kopf getötet. | 1 Toter                                  | [ 66 ]        |
| 6. Jul.  | Paris                        | Texas                | Herman Arthur, ein uniformierter Kriegsveteran, geriet nach einer tödlichen Auseinandersetzung mit seinem Pächter und dessen Sohn in die Hände eines Mobs, der ihn und seinen Bruder Ervie an einen Pfahl band und lebendig verbrannte.                                                                            | 1 Toter                                  | [ 67 ]        |
| 15. Jul. | Louise                       | Mississippi          | Der 18‑jährige Kriegsveteran Robert Truett soll einer weißen Frau einen „unsittlichen“ Antrag gemacht haben und wurde dafür in seiner Uniform erhängt. | 1 Toter                                  | [ 61 ] [ 68 ] |
| 17. Aug. | Lincoln                      | Arkansas             | Clinton Briggs wich einer weißen Frau nicht schnell genug aus, wurde in seiner Uniform an einen Baum gekettet und erschossen. | 1 Toter                                  | [ 61 ] [ 69 ] |
| 10. Sep. | Clarksdale                   | Mississippi          | Der Veteran L. B. Reed wurde verdächtigt, eine Beziehung zu einer weißen Frau zu unterhalten. Er wurde in seiner Uniform dafür an der Brücke über den Sunflower River erhängt. | 1 Toter                                  | [ 61 ] [ 64 ] |
| 29. Sep. | Montgomery                   | Alabama              | Die beiden afroamerikanischen Veteranen Miles (oder Relius) Phifer und Robert Crosky wurden von einem weißen Mob ermordet, nachdem sie wegen angeblicher Angriffe auf weiße Frauen verhaftet und aus Sicherheitsgründen verlegt werden sollten. Crosky starb sofort, während Phifer noch einige Stunden überlebte. | 2 Tote                                   | [ 70 ]        |
| 1. Okt.  | Helena                       | Arkansas             | Leroy Johnston, Veteran der Harlem Hellfighters, wurde zusammen mit drei Brüdern von weißen Männern aus einem Zug gezerrt erschossen. | 4 Tote                                   | [ 71 ]        |
| 27. Dez. | Franklinton                  | North Carolina       | Der uniformierte Kriegsveteran Powell Green wurde beschuldigt, den weißen Kinobesitzer R. M. Brown in Franklinton erschossen zu haben; ein Mob legte ihm ein Seil um den Hals, schleifte ihn etwa drei Kilometer hinter einem Auto her und hängte ihn schließlich an einer jungen Kiefer auf.                      | 1 Toter                                  | [ 72 ] [ 61 ] |

## Untersuchungen und Folgen

### Haynes Report und die Rolle der Bundesregierung
Im Oktober 1919 veröffentlichte Dr. George Edmund Haynes, Direktor der Division of Negro Economics im US-Arbeitsministerium, einen Bericht. Er stellte fest, dass rassistische Lynchmorde ein landesweites Problem darstellten. Dieses erstreckte sich auch auf die Nordstaaten. Bereits Präsident Wilson hatte 1918 in eine Rede erwähnt, dass zwischen 1889 und 1918 über 3.000 Menschen gelyncht worden waren, darunter 2.472 afroamerikanische Männer und 50 Frauen. Haynes betonte, dass die Bundesstaaten sich „unfähig oder unwillig“ gezeigt hätten, diese Verbrechen zu verhindern oder die Täter strafrechtlich zu verfolgen. Die Tatsache, dass auch weiße Männer im Norden gelyncht wurden, unterstrich für ihn den nationalen Charakter des Problems: „Es ist illusorisch zu glauben, dass Mord auf einen Teil des Landes oder auf eine Rasse beschränkt werden kann.“ Er verband die Lynchmorde mit den weit verbreiteten Rassenunruhen gegen Schwarze im Jahr 1919 und warnte, dass das Fortbestehen ungesühnter Lynchmorde Gesetzlosigkeit unter weißen Männern fördere und Verbitterung unter Schwarzen schüre, was in einem solchen Klima bereits ein geringfügiger Vorfall zu einem Aufruhr führen könne.
In seinem Bericht vom Oktober 1919 dokumentierte Haynes die Ursachen, Auslöser und Abläufe der Rassenunruhen. Er stellte fest, dass Afroamerikaner nicht nur Opfer, sondern auch zunehmend Akteure des bewaffneten Widerstands waren. Dies führte er darauf zurück, dass Polizei und Nationalgarde häufig versagt oder parteiisch agiert hatten. Der Bericht wies außerdem auf wirtschaftliche und soziale Spannungen als tiefere Ursachen hin, etwa Diskriminierung im Wohnungs- und Arbeitsmarkt, ungleiche Bezahlung und die Konkurrenz auf dem Arbeitsmarkt nach dem Ersten Weltkrieg.

### Das Lusk Committee
Parallel zu den Unruhen richtete der Bundesstaat New York im Jahr 1919 das sogenannte Lusk Committee (offiziell: Joint Legislative Committee to Investigate Seditious Activities) ein, benannt nach dem frisch gewählten Senator Clayton R. Lusk. Dieser hatte einen wirtschaftlichen Hintergrund und konservative politische Überzeugungen. Radikale bezeichnete er als „alien enemies“. Das Komitee sollte Personen und Organisationen im Bundesstaat untersuchen, die im Verdacht standen, umstürzlerische oder kommunistische Aktivitäten zu betreiben.
Nur etwa zehn Prozent des vierbändigen Abschlussberichts bestanden aus der eigentlichen Analyse; der überwiegende Teil enthielt beschlagnahmte Unterlagen oder Aussagen von Zeugen. Viele davon mit Bezug auf radikale Bewegungen in Europa oder auf Programme zur Bekämpfung von Radikalismus in den Vereinigten Staaten – etwa Einbürgerungskampagnen und patriotische Bildungsmaßnahmen. Weitere richteten sich gegen den linken Flügel der Sozialistischen Partei sowie gegen die Industrial Workers of the World (IWW). Bei der Auswertung der Materialien wurde besonderes Augenmerk auf Versuche gelegt, „amerikanische Neger“ zu organisieren, sowie auf revolutionäre Aufrufe in fremdsprachigen Zeitschriften.
In der öffentlichen Wahrnehmung wurde zunehmend versucht, die Ausschreitungen mit bolschewistischer Agitation und einer vermeintlichen „Negro-Radikalität“ in Verbindung zu bringen. Diese Interpretation, wurde von vielen Medien sowie von Regierungsstellen wie dem jungen J. Edgar Hoover aktiv gefördert wurde. Diese Verschwörungstheorien führten zu verstärkter Überwachung afroamerikanischer Veteranen, Publikationen und Organisationen. Der Generalverdacht gegen Schwarze als „Radikale“ sollte in der Folge auch Einfluss auf die öffentliche Wahrnehmung der Bürgerrechtsbewegung nehmen.

### Maßnahmen der Regierung
Die Reaktion der Behörden bestand weniger in Schutzmaßnahmen als in Repression. In zahlreichen Städten wie Chicago, Washington D.C. und Newport News wurde der Verkauf von Waffen an Afroamerikaner gesetzlich eingeschränkt oder ganz verboten. Berichte über angebliche Waffenlager, Aufrufe zum Aufstand und „kommunistisch inspirierte Umsturzversuche“ wurden vom Bureau of Investigation (Vorläufer des FBI) sowie vom Militärgeheimdienst (MID) ungeprüft weitergeleitet und als Rechtfertigung für Überwachungsmaßnahmen genutzt.
Während tatsächliche Belege für geplante Aufstände fehlten, rechtfertigten staatliche Stellen mit dem Verweis auf angebliche „Bolschewisten unter Schwarzen“ zahlreiche Eingriffe in Grundrechte, darunter Hausdurchsuchungen, Inhaftierungen und Medienzensur.

### Medienberichterstattung und öffentliche Meinung
Die mediale Reaktion auf die Ausschreitungen war stark verzerrt. Zeitungen wie die Chicago Tribune oder der New York Times betonten häufig eine angebliche „Schuld“ der afroamerikanischen Bevölkerung. In Chicago wurde der legitime Selbstschutz afroamerikanischer Kriegsveteranen als Angriff inszeniert, während weiße Angreifer oft nicht erwähnt oder verharmlost wurden. Viele Berichte verbreiteten bewusst Falschinformationen, etwa über „Negertruppen, die in Formation durch die Stadt marschieren und auf Weiße feuern“.
Die afroamerikanische Presse wie der Chicago Defender oder die Washington Bee hingegen bemühte sich um eine faktenbasierte Gegendarstellung, dokumentierte rassistische Gewaltakten und zeigte die Rolle der Polizei auf.